# Myurella sibirica
Myurella sibirica är en bladmossart som beskrevs av Hermann Johann O. Reimers 1937. Myurella sibirica ingår i släktet trindmossor, och familjen Theliaceae. Inga underarter finns listade i Catalogue of Life.